# Molophilus (Molophilus) quinquespinosus
Molophilus (Molophilus) quinquespinosus is een tweevleugelige uit de familie steltmuggen (Limoniidae). De soort komt voor in het Australaziatisch gebied.